# Марјан Марковић
Марјан Марковић (Пожаревац, 28. септембар 1981) је бивши српски фудбалер и репрезентативац. Играо је у одбрани.

## Клупска каријера
Рођен је у Пожаревцу а одрастао је у Батовцу. Каријеру је почео у Младом раднику из родног Пожаревца, а афирмацију је стекао у Црвеној звезди, за коју је од 1999. до 2005. одиграо 126 утакмица и постигао 11 голова.
Након што је одбио да продужи уговор са Црвеном звездом, у зиму 2004, тренирао је са италијанском Ђеновом, која је намеравала да га ангажује, али је због скандала око намештања утакмица у Италијанском првенству та опција отпала, па је после велике афере његова екипа кажњена пресељењем из Серије А два ранга ниже, тако да је десни бек каријеру наставио у Украјини. Потписао је уговор са украјинским шампионом Динамом из Кијева, у коме је наступао све до августа 2008. када се вратио у Црвену звезду. Био је стандардни члан Црвене звезде под вођством тренера Здењека Земана, али је због сукоба са управом клуба изгубио статус првотимца. До истека уговора тренирао је у матичном Младом раднику.
Почетком августа 2009. постао је нови члан хрватског прволигаша Истре 1961 из Пуле, где је наступао до јануара 2011. а потом је прешао у аустријску Вијену, која се такмичила у другој лиги Аустрије. Затим је играо у Казахстану, где је наступао за Каисар Кизилорда (2012), а након тога је играо у кипарској Алки из Ларнаке. Током 2013. је играо и у Либији.
Други део сезоне 2013/14. је провео у екипи Слоге из Петровца на Млави. Током 2014. је наступао за грчког друголигаша Пјерикос, а почетком 2015. се вратио у Слогу из Петровца на Млави. У екипи Слоге је играо наредних годину и по дана у Првој лиги Србије, да би сезону 2016/17. провео наступајући за ОФК Шапине у Српској лиги Запад. У лето 2017. се вратио у Млади Радник.

## Репрезентација
Као капитен младе репрезентације, за коју је одиграо осам мечева, дебитовао је 2002. за А селекцију на ЛГ купу у Москви, на утакмици против Украјине (0:2). Укупно је забележио 16 репрезентативних наступа.

## Трофеји

### Црвена звезда
- Првенство СР Југославије (2) : 1999/00, 2000/01.
- Првенство Србије и Црне Горе (1) : 2003/04.
- Куп СР Југославије (2) : 1999/00, 2001/02.
- Куп Србије и Црне Горе (1) : 2003/04.

### Динамо Кијев
- Првенство Украјине (1) : 2006/07.
- Куп Украјине (2) : 2005/06, 2006/07.
- Суперкуп Украјине (2) : 2006, 2007.